# Andre-Hugo Venter
Andre-Hugo Venter (geboren am 10. September 2001) ist ein südafrikanischer Rugby-Union-Spieler, der für die Stormers in der United Rugby Championship und für Western Province im Currie Cup spielt. Venter spielt auf der Position des Haklers (Hooker). Er ist der Sohn des ehemaligen Springbok-Flügelstürmers André Venter.
Venter wurde in den Kader der Stormers für den Pro14 Rainbow Cup SA berufen, sein Debüt für die Stormers gab er in der 5. Runde des Pro14 Rainbow Cup SA gegen die Bulls.